# باسل المهوس
باسل المهوس هو لاعب كرة قدم سعودي يلعب في نادي التعاون.

## مسيرة اللاعب
بدأ مع ناشئي التعاون و انظم إلى برنامج الابتعاث السعودي لكرة القدم في يناير 2021, و بعدها عاد إلى التعاون.